# 1728 w literaturze
Wydarzenia literackie w 1728 roku.

## Nowe książki
- Alexander Pope Dunciada